# М'якохвіст перлистоволий
М'якохві́ст перлистоволий (Phacellodomus maculipectus) — вид горобцеподібних птахів родини горнерових (Furnariidae). Мешкає в Болівії і Аргентині. Раніше вважався підвидом вохристоволого м'якохвоста.

## Поширення і екологія
Перлистоволі м'якохвости мешкають на східних схилах Анд в Болівії (південно-східна Кочабамба, західний Санта-Крус) та на північному заході Болівії (на південь до Ла-Ріохи). Вони живуть в підліску гірських тропічних лісів та у високогірних чагарникових заростях. Зустрічаються на висоті від 1000 до 2900 м над рівнем моря.